# Eric Pleskow

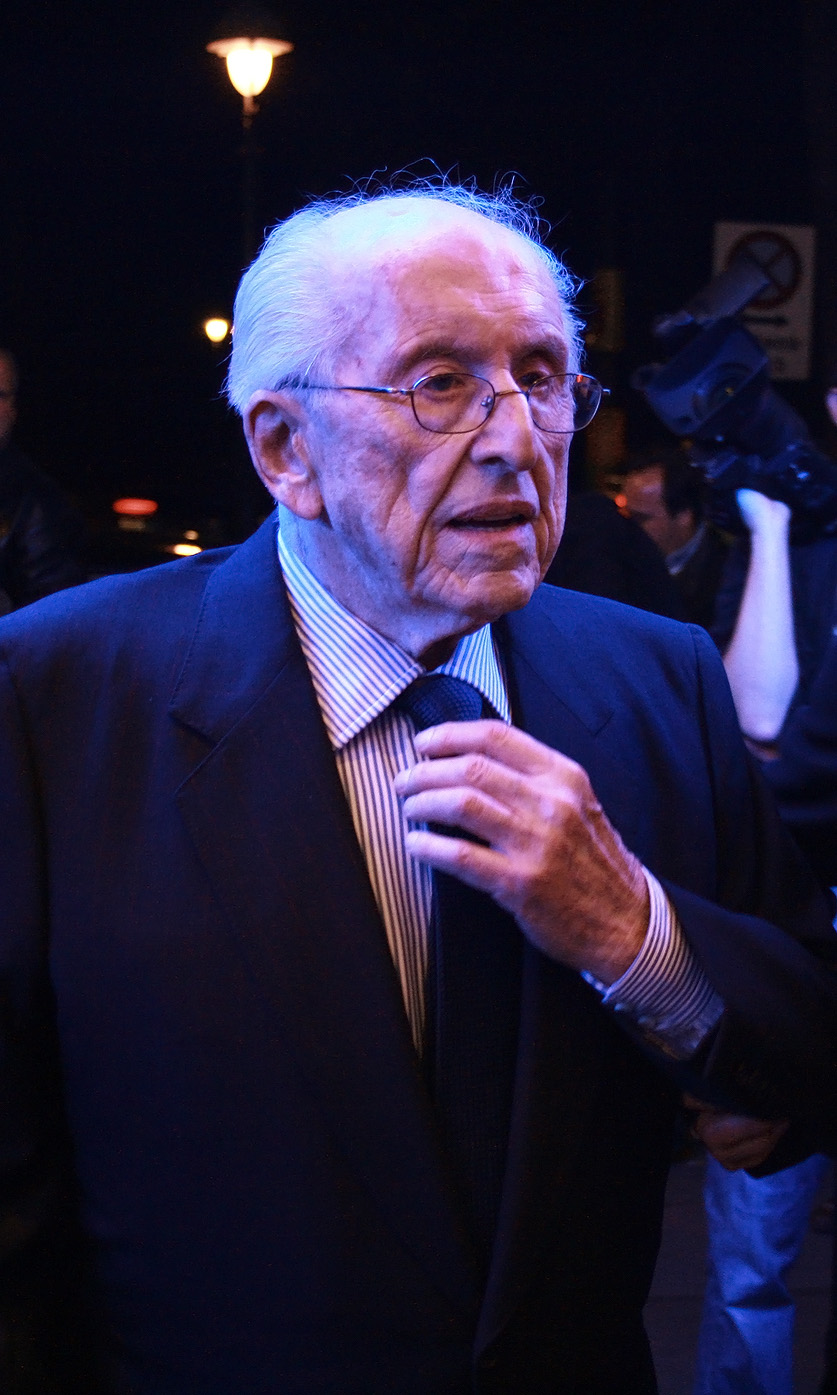
Eric Pleskow am Eröffnungsabend der Viennale 2012

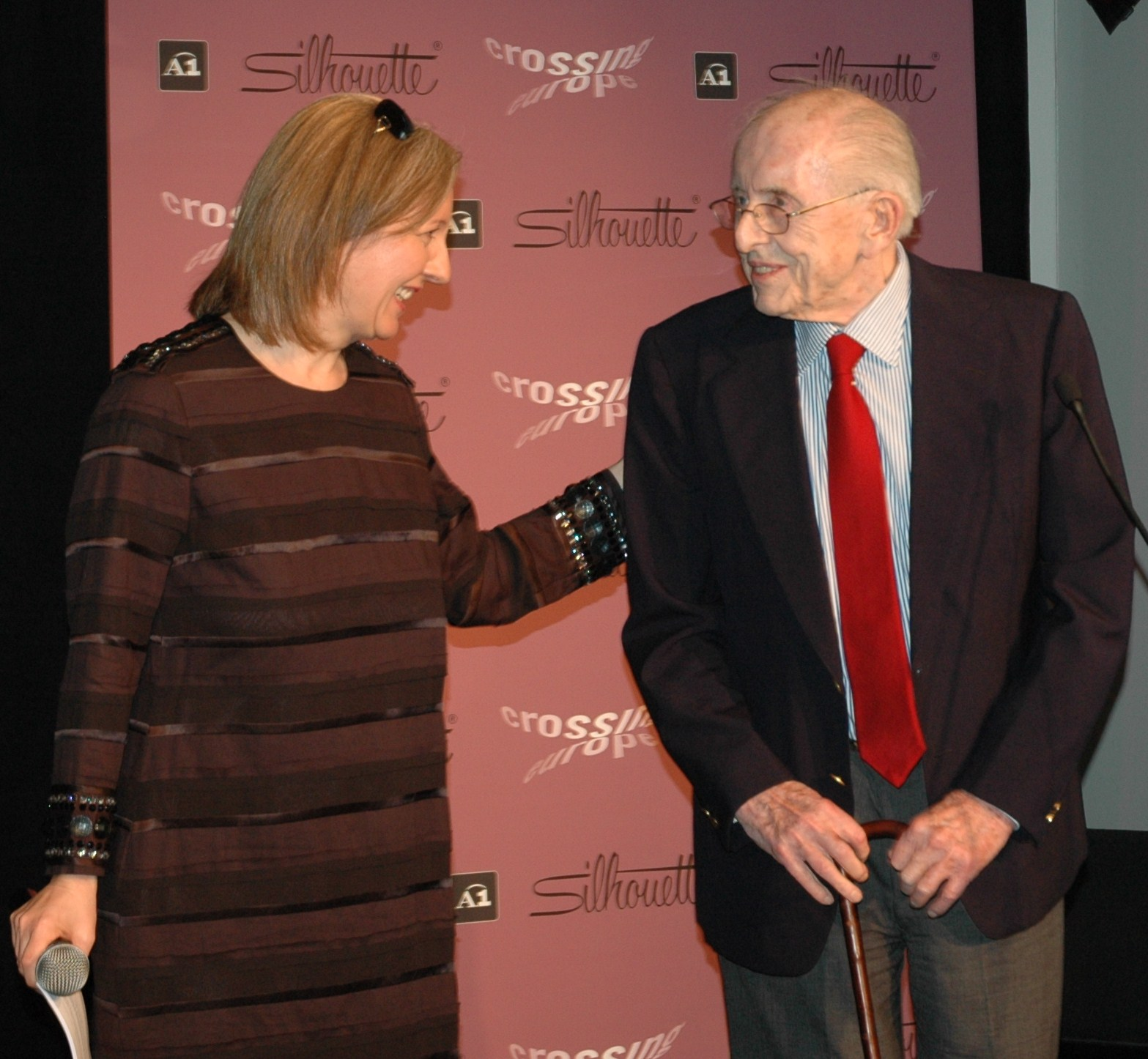
Eric Pleskow bei der Eröffnung des Crossing Europe Filmfestivals in Linz 2011

Eric Pleskow (* 24. April 1924 in Wien, Österreich, als Erich Pleskoff; † 1. Oktober 2019 in Westport, Connecticut, Vereinigte Staaten) war ein österreichisch-amerikanischer Filmproduzent und Präsident der Filmproduktionsgesellschaften United Artists und Orion Pictures.

## Leben und Karriere
Eric Pleskow war einer der beiden Söhne einer jüdischen Kaufmannsfamilie in Wien. Wie er sich 2011 für eine TV-Sendung erinnerte, wohnte die Familie gutbürgerlich am Alsergrund, dem 9. Bezirk, in der Porzellangasse gegenüber der Tabakregie. Sein Bruder war nach einer Meningitis-Erkrankung erheblich behindert und „hätte nie ein Affidavit für die USA bekommen“ (Pleskow); er starb 1937.
Nach dem „Anschluss“ Österreichs und der „Arisierung“ der elterlichen Wohnung mussten er und seine Eltern, um der Verfolgung und Ermordung zu entgehen, 1939 in die USA emigrieren. In New York erhielt der 15-Jährige bald eine Assistentenstelle bei einem Filmemacher, der ihm Filmschnitt beibrachte, und besuchte abends das College.
1943 wurde er zum US-Militär einberufen und kam aufgrund seiner Fremdsprachenkenntnisse zum Counter Intelligence Corps. Nach dem Zweiten Weltkrieg wurde Pleskow nach Europa versetzt, führte Verhöre in Entnazifizierungsverfahren und wurde als Filmexperte eingesetzt. Seiner Erinnerung 2011 zufolge erhielt er auch den Befehl, in der Haftanstalt Landsberg am Lech, in der Hitler 1924 an seinem Buch Mein Kampf geschrieben hatte, die Hinrichtung von zwölf von der Besatzungsmacht zum Tod durch den Strang Verurteilten für dokumentarische Zwecke zu filmen. Als Filmoffizier wurde er dann mit dem Wiederaufbau der Bavaria-Studios beauftragt, obwohl er nie zuvor ein Filmstudio geleitet hatte.
Pleskow blieb danach dem Filmgeschäft treu. Ab 1951 war er bei United Artists für den Verleih amerikanischer Filme in Europa und Südafrika zuständig und begann, erste Filme zu produzieren. 1973 wurde er Präsident von United Artists. Unter ihm gelang es diesem Filmstudio, drei Jahre hintereinander den Oscar für den besten Film zu gewinnen: 1975 für Einer flog über das Kuckucksnest, 1976 für Rocky und 1977 für Der Stadtneurotiker.
1978 verließ Pleskow United Artists und gründete Orion Pictures, deren Führung er bis 1992 innehatte. Die größten Erfolge des Studios unter Pleskows Führung waren Amadeus, Der mit dem Wolf tanzt, Das Schweigen der Lämmer, Platoon und Terminator. 1985 war er als Produzent an Rangoon beteiligt.
Von 1998 an bis zuletzt war Pleskow, der Wien 1948 zum ersten Mal nach dem Krieg wiedergesehen hatte, Präsident des Wiener Filmfestivals Viennale. Im Februar 2007 wurde er zum Ehrenbürger der Stadt Wien ernannt. 2009 erhielt er das Große Ehrenzeichen für Verdienste um die Republik Österreich, nachdem ihm bereits 1999 das Österreichische Ehrenkreuz für Wissenschaft und Kunst, I. Klasse, verliehen worden war. Er bekam 2019 den Goldenen Rathausmann.